# La macchina meravigliosa
La macchina meravigliosa è stata una serie documentaristica televisiva, ideata e condotta da Piero Angela nell'autunno 1990, dedicata al corpo umano. Coprodotta con De Agostini, in associazione con NDR International, fu realizzata grazie anche alla collaborazione di Lorenzo Pinna e Marco Visalberghi.

## Tecnica espositiva
La serie, composta da otto puntate trasmesse ogni giovedì su Rai 1 dal 25 ottobre al 13 dicembre 1990, era basata su uno stile di divulgazione completamente nuovo rispetto alle precedenti edizioni di Quark. Piero Angela utilizzò infatti una tecnica espositiva molto spettacolare e visivamente accattivante, simile a certi modelli americani, simulando di essere un esploratore microscopico che va in giro dentro il corpo umano a illustrare e spiegare i vari organi, cellule e tessuti. Angela si sdoppiò essendo presente anche in studio come conduttore, fingendo di collegarsi con l'"inviato speciale" (egli stesso), che rispondeva alle domande del suo alter ego. 
Durante la visione di questi filmati, facevano capolino, come collaboratori, alcuni ospiti come: il trombettista Nini Rosso, la fotografa Alberta Tiburzi, il sommelier Helmut "Monsieur Jean" Von Tempsky, le modelle Lavinia Fravolini ed Antonella Luberti, il soprano Rajna Kabaivanska, ecc. 
Al termine di ogni filmato, di circa un'ora, seguiva un dibattito presso il Centro di produzione Rai di Torino, con vari esperti ma anche con spettatori comuni, durante il quale furono svolti pure alcuni divertenti esperimenti.

## Tecniche di realizzazione
I tessuti e gli organi del corpo umano furono esplorati al microscopio elettronico a scansione, con dettagli molto particolareggiati, sfruttando le nuove tecnologie di rappresentazione grafica tramite computer. In ogni filmato Angela veniva inserito tramite la tecnica del chroma key; durante il documentario sul fegato, ad esempio, Angela appariva su una barca mentre remava sopra la bile.

## Gli otto documentari
Gli otto argomenti affrontati rispettivamente nelle varie puntate furono:
- L'orecchio (25 ottobre)
- L'occhio (1º novembre)
- Il gusto e l'olfatto (8 novembre)
- Stomaco e intestino (15 novembre)
- Il fegato (22 novembre)
- Le ossa (29 novembre)
- I polmoni (6 dicembre)
- Il cuore (13 dicembre)

## Credits e distribuzione
La serie è stata co-prodotta da Rai e De Agostini in associazione con NDR International di Amburgo.
Tra i collaboratori figurano: professor Pietro Motta (consulenza scientifica), Eugenio Guglielminetti (scena e scenografia elettronica), Italo Burrascano (animazioni), Lorenzo Pinna e Marco Visalberghi. Le musiche originali erano di Roberto Anselmi. La regia era affidata a Rosalba Costantini.
Al termine della messa in onda del documentario era prevista una diretta televisiva nella quale il pubblico presente in studio e i telespettatori da casa potevano porre i loro interrogativi agli esperti presenti. La regia della diretta era di Giuliano Nicastro.
Il programma, limitatamente alla parte del documentario, è stato successivamente replicato nel 1991 su Rai 1 (alle 18.40), nel 1993 è andato in onda in prima serata sulle emittenti del circuito Cinquestelle e nel 1994 è stato nuovamente ritrasmesso da Rai 1 nel primo pomeriggio (alle 14.55).
I documentari sono poi stati distribuiti in edicola dalla De Agostini in collaborazione con VideoRai. Nelle otto uscite erano presenti una VHS allegata ad un fascicolo integrativo che illustrava i contenuti del programma.
Nel giorno del primo anniversario della scomparsa di Piero Angela, la Rai ha reso disponibili su RaiPlay tutte le otto puntate, sempre limitatamente alla parte del documentario.